# Kosmos 47
Kosmos 47 ist die Tarnbezeichnung für einen unbemannten Flug des sowjetischen Raumschiffs Woschod, die im Oktober 1964 Tests zur Vorbereitung des Fluges von Woschod 1 in der Erdumlaufbahn durchführte. Es war in der Sowjetunion üblich, nur erfolgreichen Missionen einen offiziellen Namen zu geben. Fehlgeschlagene Flüge wurden meistens gar nicht und Testflüge lediglich unter der allgemeinen Tarnbezeichnung Kosmos bekanntgegeben.

## Der Flug
Der Start erfolgte am 6. Oktober um 07:12 Uhr UT vom sowjetischen Weltraumbahnhof Baikonur an Bord einer Woschod-Rakete. Im All erfolgte ein 24-stündiger Test aller Systeme. Die Landung erfolgte am 7. Oktober 1964 um 07:30 UT.